# Списак епизода серије Породица Сопрано
Породица Сопрано је америчка криминалистичка драмска ТВ серија коју је креирао Дејвид Чејс.
Серија прати лик Тонија Сопрана (Џејмс Гандолфини), италијанско-америчког мафијаша, који се бори са разним личним и професионалним препрекама и проблемима. Серија такође истражује односе Тонија Сопрана са члановима његове биолошке и криминалне породице, пре свега са супругом Кармелом (Еди Фалко) и његовим рођаком, штићеником Кристофером Молтисантијем (Мајкл Империоли). На почетку серије Тони отпочиње терапију са др Џенифер Мелфи (Лорејн Брако) након што је имао панични напад.
Серија је премијерно приказана 10. јануара 1999. на HBO-у, а приказивање је завршено 10. јуна 2007. Услиједило је емитовање у Сједињеним Америчким Државама као и на међународном нивоу. Осамдесет и шест епизода серије Породице Сопрано емитовано је у шест сезона. Пет сезона серије имало је по 13 епизода, док се посљедња, шеста сезона, састојала од двадесет и једне епизоде емитоване из два дијела (12 и 9). За разлику од већине америчких серија из тог периода, које су обично правиле четворомјесечну паузу између сезона, Сопранови су имали дуже паузе између сезона. Четврта сезона је, на пример, премијерно приказана 16 мјесеци након финала треће сезоне, а шеста сезона је приказана скоро двије године након завршетка пете сезоне. Епизоде су емитоване недјељом у 21:00 по источноамеричкој временској зони. Просјечна дужина епизода је 55 минута по епизоди. Свих шест сезона је доступно на DVD-у и Blu-ray-у, док се шеста сезона продаје парцијално у два дијела.
Серија је задобила широко распрострањено признање критичара као и бројне награде и признања. Често се сматра да је са Породицом Сопрано почело другог златног доба телевизије те се сматра једном од најутицајнијих серија икада. Од завршетка приказивања серије, Сопранови су навођени као најбоља телевизијска серија свих времена, а TV Guide и Rolling Stoneе су је прогласили најбољом серијом свих времена, 2013. и 2022. године.

## Преглед серије
| Сезона | Епизоде | Датум емитовања прве епизоде | Датум емитовања посљедње епизоде |
| ------ | ------- | ---------------------------- | -------------------------------- |
| 1      | 13      | 10. јануар 1999.             | 4. април 1999.                   |
| 2      | 13      | 16. јануар 2000.             | 9. април 2000.                   |
| 3      | 13      | 4. март 2001.                | 20. мај 2001.                    |
| 4      | 13      | 15. септембар 2002.          | 8. децембар 2002.                |
| 5      | 13      | 7. март 2004.                | 6. јун 2004.                     |
| 6      | 21      | 8. април 2007.               | 10. јун 2007.                    |

## Епизоде

### 1. сезона (1999)
| Број укупно | Број у сезони | Наслов                             | Режисер         | Сценариста                                | Првобитни датум приказивања | Гледаност у САД (милиони) |
| ----------- | ------------- | ---------------------------------- | --------------- | ----------------------------------------- | --------------------------- | ------------------------- |
| 1           | 1             | The Sopranos                       | Дејвид Чејс     | Дејвид Чејс                               | 10. јануар 1999.            | 3,45                      |
| 2           | 2             | 46 Long                            | Ден Атијас      | Дејвид Чејс                               | 17. јануар 1999.            | Н/Д                       |
| 3           | 3             | Denial, Anger, Acceptance          | Ник Гомез       | Марк Сарачени                             | 24. јануар 1999.            | Н/Д                       |
| 4           | 4             | Meadowlands                        | Џон Патерсон    | Џејсон Кејхил                             | 31. јануар 1999.            | Н/Д                       |
| 5           | 5             | College                            | Ален Колтер     | Џејмс Манос млађи и Дејвид Чејс           | 7. фебруар 1999.            | Н/Д                       |
| 6           | 6             | Pax Soprana                        | Алан Тејлор     | Френк Рензули                             | 14. фебруар 1999.           | Н/Д                       |
| 7           | 7             | Down Neck                          | Лорејн Сена     | Робин Грин и Мичел Берџес                 | 21. фебруар 1999.           | Н/Д                       |
| 8           | 8             | The Legend of Tennessee Moltisanti | Тим ван Патен   | Френк Рензули и Дејвид Чејс               | 28. фебруар 1999.           | Н/Д                       |
| 9           | 9             | Boca                               | Енди Волк       | Џејсон Кејхил и Робин Грин и Мичел Берџес | 7. март 1999.               | Н/Д                       |
| 10          | 10            | A Hit Is a Hit                     | Метју Пен       | Џо Босо и Френк Рензули                   | 14. март 1999.              | Н/Д                       |
| 11          | 11            | Nobody Knows Anything              | Хенри Брончтејн | Френк Рензули                             | 21. март 1999.              | Н/Д                       |
| 12          | 12            | Isabella                           | Ален Колтер     | Робин Грин и Мичел Берџес                 | 28 март 1999.               | 4,19                      |
| 13          | 13            | I Dream of Jeannie Cusamano        | Џон Патерсон    | Дејвид Чејс                               | 4. април 1999               | 5,22                      |

### 2. сезона (2000)
| Број укупно | Број у сезони | Наслов                                    | Режисер         | Сценариста                                | Првобитни датум приказивања | Гледаност у САД (милиони) |
| ----------- | ------------- | ----------------------------------------- | --------------- | ----------------------------------------- | --------------------------- | ------------------------- |
| 14          | 1             | Guy Walks into a Psychiatrist's Office... | Ален Колтер     | Џејсон Кејхил                             | 16. јануар 2000.            | 7,64                      |
| 15          | 2             | Do Not Resuscitate                        | Martin Bruestle | Робин Грин и Мичел Берџес и Френк Рензули | 23. јануар 2000.            | 5,33                      |
| 16          | 3             | Toodle-Fucking-Oo                         | Ли Тамахори     | Френк Рензули                             | 30. јануар 2000.            | 5,60                      |
| 17          | 4             | Commendatori                              | Тим ван Патен   | Дејвид Чејс                               | 6. фебруар 2000.            | 7,16                      |
| 18          | 5             | Big Girls Don't Cry                       | Тим ван Патен   | Теренс Винтер                             | 13. фебруар 2000.           | 5,34                      |
| 19          | 6             | The Happy Wanderer                        | Џон Патерсон    | Френк Рензули                             | 20. фебруар 2000.           | 5,83                      |
| 20          | 7             | D-Girl                                    | Ален Колтер     | Тод А. Кеслер                             | 27. фебруар 2000.           | 6,66                      |
| 21          | 8             | Full Leather Jacket                       | Ален Колтер     | Робин Грин и Мичел Берџес                 | 5. март 2000.               | 6,29                      |
| 22          | 9             | From Where to Eternity                    | Хенри Брончтејн | Мајкл Империоли                           | 12. март 2000.              | 7,18                      |
| 23          | 10            | Bust Out                                  | Џон Патерсон    | Френк Рензули и Робин Грин и Мичел Берџес | 19. март 2000.              | 7,62                      |
| 24          | 11            | House Arrest                              | Тим ван Патен   | Теренс Винтер                             | 26. март 2000.              | 5,51                      |
| 25          | 12            | The Knight in White Satin Armor           | Ален Колтер     | Робин Грин и Мичел Берџес                 | 2. април 2000.              | 5,44                      |
| 26          | 13            | Funhouse                                  | Џон Патерсон    | Дејвид Чејс и Тод А. Кеслер               | 9. април 2000.              | 8,97                      |

### 3. сезона (2001)
| Број укупно | Број у сезони | Наслов                               | Режисер         | Сценариста | Првобитни датум приказивања | Гледаност у САД (милиони) |
| ----------- | ------------- | ------------------------------------ | --------------- | --- | --------------------------- | ------------------------- |
| 27          | 1             | Mr. Ruggerio's Neighborhood          | Ален Колтер     | Дејвид Чејс | 4. март 2001.               | 11,26                     |
| 28          | 2             | Proshai, Livushka                    | Тим ван Патен   | Дејвид Чејс | 4. март 2001.               | 11,35                     |
| 29          | 3             | Fortunate Son                        | Хенри Брончтејн | Тод А. Кеслер | 11. март 2001.              | 8,37                      |
| 30          | 4             | Employee of the Month                | Џон Патерсон    | Робин Грин и Мичел Берџес | 19. март 2001.              | 7,96                      |
| 31          | 5             | Another Toothpick                    | Џек Бендер      | Теренс Винтер | 25. март 2001.              | 7,40                      |
| 32          | 6             | University                           | Ален Колтер     | Прича : Дејвид Чејс и Теренс Винтер и Тод А. Кеслер и Робин Грин и Мичел Берџес Телеплеј: Теренс Винтер и Салваторе Ј. Стабиле | 1. април 2001.              | 8,44                      |
| 33          | 7             | Second Opinion                       | Тим ван Патен   | Лоренс Конер | 8. април 2001.              | 9,21                      |
| 34          | 8             | He Is Risen                          | Ален Колтер     | Робин Грин и Мичел Берџес и Тод А. Кеслер                                                                                      | 15. април 2001.             | 8,60                      |
| 35          | 9             | The Telltale Moozadell               | Ден Атијас      | Мајкл Империоли | 22. април 2001.             | 8,64                      |
| 36          | 10            | ...To Save Us All from Satan's Power | Џек Бендер      | Робин Грин и Мичел Берџес | 29. април 2001.             | 8,44                      |
| 37          | 11            | Pine Barrens                         | Стив Бусеми     | Прича : Тим ван Патен и Теренс Винтер Телеплеј: Теренс Винтер                                                                  | 6. мај 2001.                | 8,79                      |
| 38          | 12            | Amour Fou                            | Тим ван Патен   | Прича : Дејвид Чејс Телеплеј: Френк Рензули                                                                                    | 13. мај 2001.               | 5,81                      |
| 39          | 13            | Army of One                          | Џон Патерсон    | Дејвид Чејс и Лоренс Конер | 20. мај 2001.               | 9,46                      |

### 4. сезона (2002)
| Број укупно | Број у сезони | Наслов                           | Режисер         | Сценариста | Првобитни датум приказивања | Гледаност у САД (милиони) |
| ----------- | ------------- | -------------------------------- | --------------- | --- | --------------------------- | ------------------------- |
| 40          | 1             | For All Debts Public and Private | Ален Колтер     | Дејвид Чејс | 15. септембар 2002.         | 13,43                     |
| 41          | 2             | No Show                          | Џон Патерсон    | Теренс Винтер и Дејвид Чејс | 22. септембар 2002.         | 11,21                     |
| 42          | 3             | Christopher                      | Тим ван Патен   | Прича : Мајкл Империоли и Мариа Лаурино Телеплеј: Мајкл Империоли                                                                  | 29. септембар 2002.         | 10,97                     |
| 43          | 4             | The Weight                       | Џек Бендер      | Теренс Винтер | 6. октобар 2002.            | 10,67                     |
| 44          | 5             | Pie-O-My                         | Хенри Брончтејн | Робин Грин и Мичел Берџес | 13 октобар 2002.            | 9,76                      |
| 45          | 6             | Everybody Hurts                  | Стив Бусеми     | Мајкл Империол | 20. октобар 2002.           | 10,46                     |
| 46          | 7             | Watching Too Much Television     | Џон Патерсон    | Прича : Дејвид Чејс и Робин Грин и Мичел Берџес и Теренс Винтер Телеплеј: Теренс Винтер и Ник Сантора                              | 27. октобар 2002.           | 9,72                      |
| 47          | 8             | Mergers and Acquisitions         | Ден Атијас      | Прича : Дејвид Чејс и Робин Грин и Мичел Берџес и Теренс Винтер Телеплеј : Лоренс Конер                                            | 3. новембар 2002.           | 10,97                     |
| 48          | 9             | Whoever Did This                 | Тим ван Патен   | Робин Грин и Мичел Берџес | 10. новембар 2002.          | 9,83                      |
| 49          | 10            | The Strong, Silent Type          | Алан Тејлор     | Прича : Дејвид Чејс Телеплеј: Теренс Винтер и Робин Грин и Мичел Берџес                                                            | 17. новембар 2002.          | 10,68                     |
| 50          | 11            | Calling All Cars                 | Тим ван Патен   | Прича : Дејвид Чејс и Робин Грин и Мичел Берџес и Теренс Винтер Телеплеј : Дејвид Чејс и Робин Грин и Мичел Берџес и Дејвид Флебот | 24. новембар 2002.          | 11,12                     |
| 51          | 12            | Eloise                           | Џејмс Хејман    | Теренс Винтер | 1. децембар 2002.           | 11,07                     |
| 52          | 13            | Whitecaps                        | Џон Патерсон    | Робин Грин и Мичел Берџес и Дејвид Чејс                                                                                            | 8. децембар 2002.           | 12,48                     |

### 5. сезона (2004)
| Број укупно | Број у сезони | Наслов                       | Режисер          | Сценариста                              | Првобитни датум приказивања | Гледаност у САД (милиони) |
| ----------- | ------------- | ---------------------------- | ---------------- | --------------------------------------- | --------------------------- | ------------------------- |
| 53          | 1             | Two Tonys                    | Тим ван Патен    | Теренс Винтер и Дејвид Чејс             | 7. март 2004.               | 12,14                     |
| 54          | 2             | Rat Pack                     | Алан Тејлор      | Метју Вајнер                            | 14. март 2004.              | 9,97                      |
| 55          | 3             | Where's Johnny?              | Џон Патерсон     | Мајкл Калео                             | 21. март 2004.              | 10,11                     |
| 56          | 4             | All Happy Families...        | Родриго Гарсија  | Тони Калем                              | 28. март 2004.              | 9,69                      |
| 57          | 5             | Irregular Around the Margins | Ален Колтер      | Робин Грин и Мичел Берџес               | 4. април 2004.              | 9,75                      |
| 58          | 6             | Sentimental Education        | Питер Богданович | Метју Вајнер                            | 11. април 2004.             | 9,93                      |
| 59          | 7             | In Camelot                   | Стив Бусеми      | Теренс Винтер                           | 18. април 2004.             | 9,08                      |
| 60          | 8             | Marco Polo                   | Џон Патерсон     | Мајкл Империоли                         | 25. април 2004.             | 9,99                      |
| 61          | 9             | Unidentified Black Males     | Тим ван Патен    | Метју Вајнер и Теренс Винтер            | 2. мај 2004.                | 8,96                      |
| 62          | 10            | Cold Cuts                    | Мајк Фигис       | Робин Грин и Мичел Берџес               | 9. мај 2004.                | 8,48                      |
| 63          | 11            | The Test Dream               | Ален Колтер      | Дејвид Чејс и Метју Вајнер              | 16. мај 2004.               | 8,81                      |
| 64          | 12            | Long Term Parking            | Тим ван Патен    | Теренс Винтер                           | 23. мај 2004.               | 9,53                      |
| 65          | 13            | All Due Respect              | Џон Патерсон     | Дејвид Чејс и Робин Грин и Мичел Берџес | 6. јун 2004.                | 10,98                     |

### 6. сезона (2006–07)
| I дио  |    |                                        |               |                                                            |                  |       |
| 66     | 1  | Members Only                           | Тим ван Патен | Теренс Винтер                                              | 12. март 2006.   | 9.47  |
| 67     | 2  | Join the Club                          | Дејвид Натер  | Дејвид Чејс                                                | 19. март 2006.   | 9,18  |
| 68     | 3  | мајham                                 | Џек Бендер    | Метју Вајнер                                               | 26. март 2006.   | 8,93  |
| 69     | 4  | The Fleshy Part of the Thigh           | Алан Тејлор   | Дајана Фролов и Ендру Шнајдер                              | 2. април 2006.   | 8,83  |
| 70     | 5  | Mr. and Mrs. John Sacrimoni Request... | Стив Бусеми   | Теренс Винтер                                              | 9. април 2006.   | 8,58  |
| 71     | 6  | Live Free or Die                       | Тим ван Патен | Дејвид Чејс и Теренс Винтер и Робин Грин и Мичел Берџес    | 16. април 2006.  | 7,94  |
| 72     | 7  | Luxury Lounge                          | Дени Лајнер   | Метју Вајнер                                               | 23. април 2006.  | 8,49  |
| 73     | 8  | Johnny Cakes                           | Тим ван Патен | Дајана Фролов и Ендру Шнајдер                              | 30.. април 2006. | 8,54  |
| 74     | 9  | The Ride                               | Алан Тејлор   | Теренс Винтер                                              | 7. мај 2006.     | 8,49  |
| 75     | 10 | Moe n' Joe                             | Стив Шил      | Метју Вајнер                                               | 14. мај 2006.    | 8,13  |
| 76     | 11 | Cold Stones                            | Тим ван Патен | Дајана Фролов и Ендру Шнајдер и Дејвид Чејс                | 21. мај 2006.    | 8,18  |
| 77     | 12 | Kaisha                                 | Алан Тејлор   | Теренс Винтер и Дејвид Чејс и Метју Вајнер                 | 4. јун 2006.     | 8,91  |
| II диo |    |                                        |               |                                                            |                  |       |
| 78     | 13 | Soprano Home Movies                    | Тим ван Патен | Дајана Фролов и Ендру Шнајдер и Дејвид Чејс и Метју Вајнер | 8. април 2007.   | 7,66  |
| 79     | 14 | Stage 5                                | Алан Тејлор   | Теренс Винтер                                              | 15. април 2007.  | 7,42  |
| 80     | 15 | Remember When                          | Фил Абрахам   | Теренс Винтер                                              | 22. април 2007.  | 6,85  |
| 81     | 16 | Chasing It                             | Тим ван Патен | Метју Вајнер                                               | 29. април 2007.  | 6,76  |
| 82     | 17 | Walk Like a Man                        | Теренс Винтер | Теренс Винтер                                              | 6. мај 2007.     | 7,16  |
| 83     | 18 | Kennedy and Heidi                      | Алан Тејлор   | Метју Вајнер и Дејвид Чејс                                 | 13. мај 2007.    | 6,49  |
| 84     | 19 | The Second Coming                      | Тим ван Патен | Теренс Винтер                                              | 20. мај 2007.    | 7,34  |
| 85     | 20 | The Blue Comet                         | Алан Тејлор   | Дејвид Чејс и Метју Вајнер                                 | 3. јун 2007.     | 8,02  |
| 86     | 21 | Made in America                        | Дејвид Чејс   | Дејвид Чејс                                                | 10. јун 2007.    | 11,90 |

## Оцјене
| Сезона | Сезона | Број епизоде | Број епизоде | Број епизоде | Број епизоде | Број епизоде | Број епизоде | Број епизоде | Број епизоде | Број епизоде | Број епизоде | Број епизоде | Број епизоде | Број епизоде | Просек |
| Сезона | Сезона | 1            | 2            | 3            | 4            | 5            | 6            | 7            | 8            | 9            | 10           | 11           | 12           | 13           | Просек |
| ------ | ------ | ------------ | ------------ | ------------ | ------------ | ------------ | ------------ | ------------ | ------------ | ------------ | ------------ | ------------ | ------------ | ------------ | ------ |
|        | 1      | 3,45         | Н/Д          | Н/Д          | Н/Д          | Н/Д          | Н/Д          | Н/Д          | Н/Д          | Н/Д          | Н/Д          | Н/Д          | 4,19         | 5,22         | 3,46   |
|        | 2      | 7,64         | 5,33         | 5,60         | 7,16         | 5,34         | 5,83         | 6,66         | 6,29         | 7,18         | 7,62         | 5,51         | 5,44         | 8,97         | 6,62   |
|        | 3      | 11,26        | 11,35        | 8,37         | 7,96         | 7,40         | 8,44         | 9,21         | 8,60         | 8,64         | 8,44         | 8,79         | Н/Д          | 9,46         | 8,87   |
|        | 4      | 13,43        | 11,21        | 10,97        | 10,67        | 9,76         | 10,46        | 9,72         | 10,97        | 9,83         | 10,68        | 11,12        | 11,07        | 12,48        | 10,99  |
|        | 5      | 12,14        | 9,97         | 10,11        | 9,69         | 9,75         | 9,93         | 9,08         | 9,99         | 8,96         | 8,48         | 8,81         | 9,53         | 10,98        | 9,80   |
|        | 6A     | 9,47         | 9,18         | 8,93         | 8,83         | 8,58         | 7,94         | 8,49         | 8,54         | 8,49         | 8,13         | 8,18         | 8,91         | Н/Д          | 8,64   |
|        | 6B     | 7,66         | 7,42         | 6,85         | 6,76         | 7,16         | 6,49         | 7,34         | 8,02         | 11,90        | Н/Д          | Н/Д          | Н/Д          | Н/Д          | 7,73   |